# Nicolae Titulescu
Nicolae Titulescu is een Roemeense gemeente in het district Olt.
Nicolae Titulescu telde in 2007 1282 inwoners.
De gemeente ontleent zijn naam aan de hier geboren gelijknamige politicus en diplomaat (1882-1941), die o.a. in 1930-1932 voorzitter van de Volkenbond was. 
Volkenbond was.